# Africa Cup Sevens 2013
La Africa Cup Sevens de 2013 fue la segunda edición del principal torneo de rugby 7 masculino de África.

## Fase de grupos

### Grupo A
| Equipo          | Encuentros | Encuentros | Encuentros | Encuentros | Tantos  | Tantos    | Tantos     | Puntos |
| Equipo          | jugados    | ganados    | empatados  | perdidos   | a favor | en contra | diferencia | Puntos |
| --------------- | ---------- | ---------- | ---------- | ---------- | ------- | --------- | ---------- | ------ |
| Zimbabue        | 3          | 3          | 0          | 0          | 69      | 22        | +47        | 9      |
| Kenia C         | 3          | 2          | 0          | 1          | 48      | 21        | +27        | 7      |
| Marruecos       | 3          | 1          | 0          | 2          | 54      | 41        | +13        | 5      |
| Costa de Marfil | 3          | 0          | 0          | 3          | 7       | 94        | -87        | 3      |

### Grupo B
| Equipo  | Encuentros | Encuentros | Encuentros | Encuentros | Tantos  | Tantos    | Tantos     | Puntos |
| Equipo  | jugados    | ganados    | empatados  | perdidos   | a favor | en contra | diferencia | Puntos |
| ------- | ---------- | ---------- | ---------- | ---------- | ------- | --------- | ---------- | ------ |
| Kenia B | 3          | 3          | 0          | 0          | 93      | 7         | +86        | 9      |
| Túnez   | 3          | 2          | 0          | 1          | 38      | 21        | +17        | 7      |
| Zambia  | 3          | 1          | 0          | 2          | 17      | 64        | -47        | 5      |
| Namibia | 3          | 0          | 0          | 3          | 7       | 63        | -56        | 3      |

### Grupo C
| Equipo     | Encuentros | Encuentros | Encuentros | Encuentros | Tantos  | Tantos    | Tantos     | Puntos |
| Equipo     | jugados    | ganados    | empatados  | perdidos   | a favor | en contra | diferencia | Puntos |
| ---------- | ---------- | ---------- | ---------- | ---------- | ------- | --------- | ---------- | ------ |
| Madagascar | 3          | 3          | 0          | 0          | 57      | 7         | +50        | 9      |
| Uganda     | 3          | 2          | 0          | 1          | 22      | 34        | -12        | 7      |
| Nigeria    | 3          | 1          | 0          | 2          | 24      | 27        | -3         | 5      |
| Senegal    | 3          | 0          | 0          | 3          | 10      | 45        | -35        | 3      |

## Fase Final

#### Copa de oro
|  | Cuartos de final | Cuartos de final | Cuartos de final |            |          | Semifinales | Semifinales | Semifinales |            |              | Copa         | Copa         | Copa |  |
|  |                  |                  |                  |            |          |             |             |             |            |              |              |              |      |  |
|  |                  |                  |                  |            |          |             |             |             |            |              |              |              |      |  |
|  | Kenia B          | Kenia B          | 21               |            |          |             |             |             |            |              |              |              |      |  |
|  | Kenia B          | Kenia B          | 21               |            |          |             |             |             |            |              |              |              |      |  |
|  | Nigeria          | Nigeria          | 5                |            |          |             |             |             |            |              |              |              |      |  |
|  | Nigeria          | Nigeria          | 5                |            | Kenia B  | Kenia B     | 31          |             |            |              |              |              |      |  |
|  |                  |                  |                  |            | Kenia B  | Kenia B     | 31          |             |            |              |              |              |      |  |
|  |                  |                  | Túnez            | Túnez      | 0        |             |             |             |            |              |              |              |      |  |
|  | Túnez            | Túnez            | Túnez            | Túnez      | 0        | 17          |             |             |            |              |              |              |      |  |
|  | Túnez            | Túnez            |                  |            |          |             |             |             |            |              |              |              |      |  |
|  | Kenia C          | Kenia C          | 14               |            |          |             |             |             |            |              |              |              |      |  |
|  | Kenia C          | Kenia C          | 14               |            |          |             |             |             |            | Kenia B      | Kenia B      | 24           |      |  |
|  |                  |                  |                  |            |          |             |             |             |            | Kenia B      | Kenia B      | 24           |      |  |
|  |                  |                  | Zimbabue         | Zimbabue   | 19       |             |             |             |            |              |              |              |      |  |
|  | Zimbabue         | Zimbabue         | Zimbabue         | Zimbabue   | 19       | 14          |             |             |            |              |              |              |      |  |
|  | Zimbabue         | Zimbabue         |                  |            |          |             |             |             |            |              |              |              |      |  |
|  | Marruecos        | Marruecos        | 7                |            |          |             |             |             |            |              |              |              |      |  |
|  | Marruecos        | Marruecos        | 7                |            | Zimbabue | Zimbabue    | 19          |             |            | Tercer lugar | Tercer lugar | Tercer lugar |      |  |
|  |                  |                  |                  |            | Zimbabue | Zimbabue    | 19          |             |            | Tercer lugar | Tercer lugar | Tercer lugar |      |  |
|  |                  |                  | Madagascar       | Madagascar | 5        |             |             |             |            |              |              |              |      |  |
|  | Madagascar       | Madagascar       | Madagascar       | Madagascar | 5        | 12          |             |             | Madagascar | Madagascar   | 5            |              |      |  |
|  | Madagascar       | Madagascar       |                  |            |          |             |             |             | Madagascar | Madagascar   | 5            |              |      |  |
|  | Uganda           | Uganda           | 5                |            |          |             |             |             |            |              | Túnez        | Túnez        | 31   |  |
|  | Uganda           | Uganda           | 5                |            |          |             |             |             |            |              | Túnez        | Túnez        | 31   |  |
|  |                  |                  |                  |            |          |             |             |             |            |              |              |              |      |  |

| Bandera de Kenia |
| Campeón Kenia    |
| Primer título    |